# 小行星3553
小行星3553（英語：3553 Mera）是一颗围绕太阳公转的小行星。1985年5月14日，卡羅琳·舒梅克在帕洛马山发现了此天体。
这颗小行星的绝对星等为288.8796060716622等。